# Louis Lavelle
Louis Lavelle [czyt. lawẹl] (ur. 15 lipca 1883 w Saint-Martin-de-Villeréal, zm. 1 września 1951 w Parranquet) – francuski filozof, przedstawiciel „Filozofii ducha”, profesor w Collège de France i na Sorbonie oraz wykładowca na uniwersytetach w Niemczech, Włoszech, Szwajcarii, Belgii i Holandii.

## Życiorys
Urodził się 15 lipca 1883 w Saint-Martin-de-Villeréal (w krainie Périgord, w północnej Akwitanii) jako syn nauczyciela i właścicielki drobnego gospodarstwa. Studiował filozofię w Lyonie, gdzie szczególny wpływ na młodego Lavelle’a wywarł jeden z jego nauczycieli – Arthur Hennequin, który zafascynował go francuską wersją kantyzmu, skoncentrowaną na doświadczeniach wewnętrznych. Pod jej wpływem (ale i w opozycji do niej)  Lavelle stworzył własną koncepcję filozoficzną. Podczas pobytu w Lyonie poznał Jeana Naberta – późniejszego głównego przedstawiciela „filozofii refleksji”. Po ukończeniu studiów, od 1906 nauczał w liceach (w kilku francuskich miastach). Uczęszczał jednocześnie na wykłady Octavego Hamelina i Henriego Bergsona w Paryżu.
W 1909 zdobył uprawnienie do nauczania filozofii (agrégation). Podczas I wojny światowej służył jako żołnierz armii francuskiej. Spędził blisko 2 lata w niewoli niemieckiej, gdzie organizował polowy uniwersytet. W roku 1922 otrzymał stopień doktora, po przedłożeniu Léonowi Brunschvicgowi dwóch prac: „Wizualna percepcja głębi” (La Perception visuelle de la profondeur) oraz „Dialektyka wrażliwego świata” (La Dialectique du monde sensible).
Od 1930 pisywał regularne felietony filozoficzne na łamach pisma „Czas” (Le Temps).
W latach 1932–1934 był wykładowcą na Sorbonie, a następnie ponownie nauczał w liceach. W 1941 objął katedrę filozofii w Kolegium Francuskim (Collège de France). Razem z René Le Sennem współredagował od 1934 serię książkową pod nazwą ,,Filozofia Ducha" (Philosophie de l’Esprit). Z okazji powstania tej serii, wspólnie opublikowali manifest w „Międzynarodowym Przeglądzie Filozoficznym” (Revue Internationale de Philosophie z 15 października 1939 r.), będący reaktywacją francuskiego spirytualizmu.
Poczynając od 1930 Lavelle zaczął opracowywać i wydawać felietony w formie książkowej i w układzie tematycznym, nie chronologicznym. Zatytułował je „Kroniki Filozoficzne” (Chroniques Philosophiques). Na kroniki składają się: „Ego i jego przeznaczenie” (Le Moi et son destin), „Filozofia francuska między dwiema wojnami” (La Philosophie française entre les deux guerres), „Moralność i religia” (Morale et religion), „Panorama doktryn filozoficznych” (Panorama des doctrines philosophiques), „Psychologia i duchowość” (Psychologie et spiritualité), Nauka (Science), Estetyka (Esthétique) oraz Metafizyka (Métaphysique).
Za namową Bernarda Grasseta, pisarza i wydawcy, Lavelle od 1933 rozpoczął wydawanie pism (esejów) o charakterze moralnym, które przyniosły mu dość duży rozgłos. Między innymi takie tytuły jak: „Samoświadomość” (La Conscience de soi, 1933), „Błąd Narcyza” (L’Erreur de Narcisse, 1939), „Zło i cierpienie” (Le Mal et la souffrance, 1940), „Słowo Pisane” (La Parole et l’écriture, 1947), „Moce jaźni czterech świętych” (Les Puissances du moi a Quatre Saint, 1948). Ostatnie z nich ukazało się w polskim przekładzie Janiny Kossakowskiej, pod tytułem Przyjaciele Boga i ludzi, PAX, 1963. Ponadto opublikował tekst „Całkowita obecność” (La présence totale, 1934).
W 1947 Lavelle został członkiem Akademii Nauk Moralnych i Politycznych (Académie des Sciences Morales et Politiques). Zmarł dnia 1 września 1951, w Parranquet (w departamencie Lot-et-Garonne, w Nowej Akwitanii).

## Główne dzieła
Głównym dziełem filozoficznym Lavelle'a jest monumentalna, czterotomowa „Dialektyka wiecznej obecności” (La Dialectique de l’éternel présent), której część pierwsza ukazała się w 1928 r., a ostatnia w 1951 r. tuż przed jego śmiercią. Składają się na nią następujące tomy: „Bycie” (De l'Être, 1928), „Akt” (De l’Acte, 1937), „Czas i wieczność” (Du Temps et de l’eternité, 1945) i „Z ludzkiej duszy” (De l'âme Humaine, 1951). Nie zdążył ukończyć piątego tomu, który miał nosić tytuł „Mądrości” (De la Sagesse).
Jeszcze przed śmiercią filozofa ukazał się pierwszy tom innego obszernego dzieła – „Traktat wartości” (Traité des valeurs), prezentujący historię filozofii wartości i wykład własnej ontologii w kategoriach aksjologicznych. Drugi tom traktatu ukazał się już po śmierci autora (w 1955 r.). Tom ten został opracowany przez wspomnianego wcześniej Le Senne’a i zawiera wyprowadzony ze stanowiska spirytualistycznego opis hierarchicznego systemu poszczególnych wartości.
Ostatnią ukończoną pracą Lavelle’a był „Podręcznik metodologii dialektycznej” (Manuel de la méthodologie dialectique), który wydany został dopiero w 1962 r. Niektóre spośród książek Lavelle’a ukazały się w przekładach (m.in. w językach: angielskim, włoskim i niemieckim), a jego filozofii poświęcono ponad 200 opracowań. Dwa czasopisma poświęciły mu także swoje numery specjalne: „Recherches et Débats” – Hommages a Louis Lavalle (Javier [styczeń] 1952) oraz „Giornale di Metafisica” (nr 3, 1952).

## Metafizyka Lavelle’a

### Ogólne spojrzenie na filozofię
Louis Lavelle był głównym twórcą ruchu głoszącego „powrót do metafizyki” jako odpowiedzi na rozwój prądów myślowych o nastawieniu pozytywistycznym i scjentystycznym. Było to odrodzenie wywodzące się z francuskiego spirytualizmu. „Filozofia ducha” cechowała się poszukiwaniami metafizycznymi, z jednej strony nawiązującymi do tradycji Immanuela Kanta, z drugiej jednak będącymi w opozycji wobec jego ustaleń. Obok inspiracji Kantem, Lavelle stosował metodę fenomenologiczną, a także wtrącił drobne wątki, charakterystyczne dla późniejszego egzystencjalizmu, lecz nie był zgodny z głównymi, zasadniczymi tezami egzystencjalistów.
„Przełom antypozytywistyczny” jaki od czasu Henriego Bergsona dokonywał się wśród części francuskich intelektualistów, wyznaczał zmianę punktu ciężkości dociekań filozoficznych, z perspektywy teoriopoznawczej na ontologiczną. Polegała ona na wyjściu poza obszar relacji dychotomicznej „podmiot-przedmiot” i na postawieniu pytania o możliwość sensu ludzkiego poznania (wiedzy), a w konsekwencji także sensu ludzkiego życia. Było to stawianie pytań, mających na celu doprowadzenie do poznania ostatecznej zasady wszechistnienia.
Lavelle, już w latach 20. XX w. (a nawet wcześniej), pierwszorzędną rolę w dociekaniach nad rzeczywistością przyznał ontologii. Według niego najważniejszym zadaniem filozofii jest konstytuowanie „znaczenia duchowego” fenomenów i własnego (osobowego) życia pośród nich. Nie dbał on jednocześnie o intelektualistyczno-poznawcze ambicje fenomenologii, koncentrując się zdecydowanie na duchowym utożsamianiu się z pełnią bytu – na stałym poczuciu obecności „całości” (absolutu). Myślą przewodnią jego filozofii jest dążenie do osiągnięcia „pełni duchowej”, uzyskania świadomości pewności absolutu – stopienia się z absolutnym Aktem. Oryginalność filozofii Lavelle’a stanowi fakt, że w przeciwieństwie do rozkwitających wówczas nurtów, rozwinęła się ona w ogólną teorię bytu, którego pełnia może być osiągalna dla każdego człowieka, pod warunkiem wdrożenia rygorystycznej metody refleksyjnej. Jest to zatem filozofia o wydźwięku optymistycznym, zarówno pod względem poznawczym, jak metafizycznym i moralnym.
We wspomnianym wcześniej manifeście ruchu Philosophie de l’Esprit Lavelle wraz z Le Senne’em zachęcali do obrony zagrożonej duchowości człowieka. Obronie tej miały służyć poszukiwania filozoficzne, polegające na:
1. Wznoszeniu się ponad poziom bezpośrednio danych przedmiotów i przeciwstawionemu im „ja” (samemu w sobie), a następnie kierowaniu się ku absolutowi, bez względu na to w jaki sposób pojmowanemu (A. akt pierwotny, w którym wszyscy uczestniczymy, B. tajemnica, C. ognisko wartości)
2. Respektowaniu odrębnego charakteru każdej propozycji filozoficznej (mającej ten sam co autorzy cel fundamentalny – dotarcie do absolutnej prawdy, przeciwstawionej ograniczeniom naukowego obrazu świata) i działania, mającego służyć wykrystalizowaniu się takiej propozycji
3. Stwarzaniu poczucia duchowej jedności wśród ludzi, zajmujących się uprawianiem „duchowej filozofii”.

### Powrót do metafizyki (Byt – Akt)
Cała konstrukcja filozofii Lavelle’a zmierza z jednej strony do uchwycenia w najgłębszych warstwach świadomości podstawy autonomii jednostki (źródło osobowego „ja-podmiotu”), z drugiej zaś do ujawnienia nieredukowalnej i niezaprzeczalnej obecności zasady i źródła wszystkiego co istnieje, a więc bytu. Lavelle uważał, że pojęcie bytu jest logicznie pierwotne (pierwsze, wcześniejsze niż „ja”), usiłując wykazać tę pierwotność w czterech aspektach: językowym, ontologicznym, aksjologicznym i najważniejszym jego zdaniem – empirycznym. W aspekcie empirycznym byt jest pierwotny, gdyż poczucie obecności ogarniającego zewsząd bytu jest najbardziej elementarnym, nieredukowalnym doświadczeniem – wcześniejszym niż jakakolwiek refleksja.
Pierwotnym obszarem badań jest zdaniem Lavelle’a poszukiwanie jednościowej zasady bytu, jednak cała jego filozofia jest de facto stałym poruszaniem się pomiędzy ustalaniem logicznej pierwotności bytu a relacji łączącej podmiot z całością bytu.
Pierwsze doświadczenie obecności bytu da się wyrazić zdaniem „coś istnieje”. Doświadczenie to wyklucza możliwość stwierdzenia „nic nie istnieje”, negując możliwość istnienia nicości. Odczucie to jest obecnością czegoś co nas i naszą obecność przekracza. Jest ono dostępne każdemu człowiekowi, niezależnie od jego kwalifikacji intelektualnych, czy moralnych. Jest to przed refleksyjne doświadczenie „wpisania w byt”, po którym dopiero następuje doświadczenie opozycji podmiot – przedmiot. Sam byt wg Lavelle’a jest absolutnie niestopniowalny, lecz zbadać go można jedynie stopniowo. Niezbędna w tym celu jest pojawiająca się refleksja, wymagająca współpracy uczucia z intelektem. Poznawany w takim doświadczeniu byt to czysta zasada istnienia (wszystkiego), nie tylko zaś jakaś „zewnętrzna” obecność, którą należy uznać za jeden z przejawów bytu.
Byt nie może być redukowalny do rzeczywistości widzialnej (zmysłowej), ponieważ przekracza wszelkie formy przedmiotowego przedstawienia (représentation), ale i do pojęciowej. Innymi słowy – istnienie jednostkowe, które jest w stanie pomyśleć byt, musi partycypować w bycie. Klasyczne pytanie metafizyczne Leibniza – „dlaczego istnieje raczej coś niż nic?” – nie ma racji zastosowania, gdyż nie można pytać o rację bytu, skoro byt jest w tym pytaniu już zawarty i logicznie je wyprzedza. Byt jako całość istnieje poza czasem, w momencie współbieżnym z wiecznością, w taki sam sposób jak św. Augustyn relacjonował sposób istnienia Boga względem czasu, czyli w „wiecznym teraz” (l’éternel présent).
Z drugiej strony jednak, jeżeli myślenie jednostkowe może poznawać byt, musi wynikać to z homogeniczności natury myślenia i bytu (dwa przejawy jednego bytu, byt tożsamy z myśleniem). Tak więc byt myśli, jako akt danego podmiotu, jest tożsamy z bytem w najogólniejszym znaczeniu (z bytem, do którego myśl się odnosi), nawet jeżeli ten uważany jest za przedmiot tego aktu.
Niepodzielny Akt, będący jednocześnie wszechogarniającą intymnością i indywidualnością jest, używając terminu Kanta, „bytem samym w sobie”. Ma naturę samowystarczalną, doskonale dla siebie przejrzystą, absolutnie spełniającą warunki istnienia osobowego. Odkrywając w sobie (w doświadczeniu wewnętrznym) absolutne źródło swojej własnej aktywności, podmiot czerpie z niej swoją energię. Schodząc w głąb własnej jaźni, natrafia na nieskończoność – transcendencję o charakterze absolutnym (boskim). Dlatego też samokreujący się Akt, jest w swej istocie, inną nazwą pojęcia doskonałości. Afirmacja tej doskonałości, która dokonuje się w doświadczeniu wewnętrznym, stwarza tym samym w skończonym podmiocie wolę jej osiągnięcia. Obecność aktu woli, według Lavelle’a świadczy o autoafirmacji aktu, innymi słowy – ustanawia tożsamość bytu i dobra. Byt i dobro to jedynie dwie perspektywy, z których spoglądamy na ten sam akt. Doskonały akt woli może zmierzać tylko do doskonałości – osiąga ją, nakierowując się na siebie. Z racji, że doskonałością w sferze aksjologicznej jest dobro – akt osiąga dobro, a właściwie – jest nim cały czas. Wyraźnie można zauważyć ukierunkowanie wywodu filozoficznego Lavelle’a na obszar religii. Zdaniem filozofa, dotarcie poszukiwań metafizycznych na teren religijności jest etapem nieuniknionym.

### „Ja” i cierpienie
Fundamentalną formą naszego bytowania w świecie jest sytuacja mojego ciała wśród innych rzeczy. Moje ciało jest homogeniczne ze światem przedmiotów (wspólna dla ciała i przedmiotów jest rozciągłość – zajmowanie miejsca w przestrzeni). Jednocześnie tym, co odróżnia moje ciało od przedmiotów, które są mnie przedstawione (représentation) jest doznawanie (affection). Moje „ja” można potraktować jako receptywną wrażliwość. Ciało jako działające, jako spełniające akty woli (co związane jest z wewnętrznym porywem aktywności) jest odbiornikiem tej aktywności („czystą pasywnością”). Jako cielesna egzystencja, moje „ja” konstytuuje się dzięki temu, że natrafia w świecie na przeszkody, na to co jest dane i zastane (rzeczy-przedmioty oraz własne stany psychiczne, traktowane jako narzucające się). Poprzez doznawanie czegoś, co mnie ogranicza jako cielesność, wytwarzam tylko sobie właściwy sposób odbierania tych bodźców. Ten poziom egzystencji opisać można poprzez parafrazę sentencji Kartezjusza – je sens, donc je suis – czuję, więc jestem. Wynika z tego szczególny status cierpienia, ponieważ ono dotyka właśnie tego szczególnego, jedynego, mojego „ja”, a nie dowolnie innego. Stając się niewrażliwym na cierpienie, przestaję być sobą samym. Lavelle podkreślał, że „ja” nie jest ani materialnym przedmiotem, ani duchową substancją (takie substancje po prostu nie istnieją), ale duchem (esprit), czyli spełniającym się Aktem – realizacją niekończących się możliwości. Jako duch skończony, „ja” musi czerpać swoją moc autokreacji z uczestnictwa w nieskończonej mocy twórczej (bycie). „Ja” jest zatem nieustannym tworzeniem siebie.

### Czas
Ta autokreacja „ja” dokonuje się za pośrednictwem czasu. Rozróżnienie „na akt, w którym uczestniczę” i „akt mojego uczestnictwa” oraz wynikające stąd aktywność i wynikające dla tej aktywności dane (zjawiska zmysłowe) realizuje się dzięki „zaistnieniu” czasu. Czas „powstaje” z braku koincydencji między niejasno ustanowionym „ja”, a obecnością danego przedmiotu, na który „ja” jest ukierunkowane. Ontologicznie uprzywilejowaną „częścią” czasu jest teraźniejszość, przy czym sama chwila (instant), w której teraźniejszość „przebywa” jest czasowa. Czas jest wybieganiem ku możliwościom mojej egzystencji (przyszłość) i zanurzaniu się we wspomnieniu w stronę tych możliwości, które kiedyś zostały przeze mnie zrealizowane (przeszłość). Przeszłość i przyszłość mają status możliwości. Przyszłość – ponieważ stanowi dla mnie zadanie do realizacji (stwarzane w teraźniejszości), przeszłość zaś – gdyż podejmowana we wspomnieniu, wzbogaca moją aktualną egzystencję, nadając jej nowy sens, a więc także aktualizowana jest w teraźniejszości. Uprzywilejowanie teraźniejszości polega również na tym, że właśnie w niej następuje nieustanna transformacja przeszłości w przyszłość.
Każdy przedmiot ma zarazem swoją stronę wewnętrzną i zewnętrzną. Konstytuuje się w czasie jako ograniczenie mojej aktywności, a w przestrzeni jako fenomen. Jeśliby moje „ja” było czystą aktywnością – nie zawierałoby domieszki bierności (nie posiadałoby ciała), nie musiałyby istnieć dla niego czas i wtórna wobec niego przestrzeń. Uwidacznia się tutaj ontologiczne pierwszeństwo czasu: czas to geneza świata, przestrzeń to jego skutki. Zadanie czasu to wytwarzanie i łączenie w jedność wielości momentów życia i jego przejawów. Zadaniem przestrzeni jest separowanie składników tej wielości. Następuje pewna gradacja czasu – od najczystszej jego postaci do jego zstępowania w przestrzeń, czemu odpowiadają sposoby bycia „ja”: czas spontanicznego tworzenia (wolność w najwyższym stopniu), czas zmienności (stawania się tym lub owym – życie organiczne), a także czas następstwa (przestrzenny ruch przedmiotów, rządzony przez determinizm). Odpowiadają temu również stopnie jednostkowego bytu: moje „ja” (wewnętrzny akt), stawanie się (moja aktywność na zewnątrz – życie jednostkowe), moje ciało – jednostkowość w świecie przedmiotów.

### Świat materialny
Lavelle zgadza się z Kantem, że świat rzeczy materialnych jest jedynie światem fenomenów. Jeżeli postrzegam świat jako to „co dane” i zewnętrzne wobec aktu mojego bycia, to jest on czystą przestrzennością. Miał też i rację Kartezjusz, utożsamiając właśnie rozciągłą materię z przestrzennością. Jeśli jednak czas jest środkiem realizacji mojego (jednostkowego) aktu bycia, to przestrzeń jest jedynie jego rezultatem. Przestrzenność nie trwa w czasie – jest „momentalna”. Dlatego taki też charakter musi mieć materialność – jej egzystencja jest chwilowa. Świat materialny to tylko jeden z aspektów bytu.

### Relacja „ja” z innym „ja”
Ciało wprowadza „ja” w świat przestrzenny, lecz nie jest ono czystym fenomenem – sytuuje się bowiem między przedstawieniami a wewnętrznym doznaniem. Jako obiekt postrzegany przez innego człowieka jest fenomenem, jako źródło moich doznań jest przejawem mojego, a ostatecznie ogólnego bytu. Spojrzenie drugiego człowieka nie ma negatywnej (jak u J. P. Sartre’a), uprzedmiotawiającej roli (choć może się to zdarzać). Drugi człowiek jest gwarantem dla mojej subiektywności, osadzając ją we wszechogarniającym uniwersum (zyskuję dzięki niemu ponadindywidualne znaczenie). Spojrzenie odrębnej ode mnie świadomości nie musi mnie uprzedmiotawiać, ale przeciwnie – może nadawać mojemu „ja” walor obiektywności. Może wprowadzać je w coraz bardziej uniwersalne struktury, ubogacać, pomnażać jego możliwości. Aby moje „ja” mogło wznosić się do coraz wyższych (głębszych) poziomów partycypacji w Akcie-Absolucie, niezbędne jest zaistnienie drugiego (a dalej – jeszcze kolejnych) „ja”.

### Aspekt religijno-moralny
Lavelle, jak już wspomniano, był zdania, że konsekwencją rozważań metafizycznych jest dojście do sfery religijnej. Oczywiście dla religijnego uzasadnienia jego filozofii, niezbędne jest przyjęcie dogmatów religijnych. Lavelle dokonał jednak takiej interpretacji swojej metafizyki, w której Byt-Absolut-Akt utożsamił z Bogiem. Mimo iż jego metafizyka miała ambicję obejmować całość bytu, wyraźnie odżegnywał się od interpretacji panteistycznej.
Rzeczy zmysłowe dostarczają każdemu „ja” narzędzi ekspresji oraz tworzą wspólne dla wszystkich jaźni pole, w którym przebiegają wszystkie linie komunikacji. Im bardziej świat przedmiotów jest bogatszy (ilościowo i jakościowo), tym bogatsze są formy komunikacji międzyludzkiej. Ponieważ świat rzeczy jest światem wytworów aktywności podmiotowej lub znaczeń nadawanych przez tę podmiotowość, więc im więcej jest podmiotowej ekspresji, tym bogatszy staje się świat. Świat nie jest tylko epifenomenem konkretnego podmiotu, ale utrwalającym się dziełem współpracy wielu podmiotów. W interpretacji religijnej Lavelle’a, wszystkie ludzkie podmiotowości są współtwórcami świata wspólnie z Bogiem. Dla Boga, akt stworzenia polegał na umożliwieniu ludziom dokonywania autokreacji – możliwości uczestnictwa w swoim własnym akcie. Uczestnictwo to, jest zarazem możliwie największą relacją intymną z tym aktem i przejawem największej wolności. Ludzie są stworzonymi stwórcami i w swojej wszechstronnej współpracy, w sposób wolny kreują świat i nadają swoim dziełom ważność.
Jak już wiadomo, świat przedmiotów nie jest jedynym światem dla Lavelle’a. W życiu każdego „ja” tak naprawdę liczy się relacja z innymi ludźmi, czyli bytami znajdującymi w rzeczach jedynie środki ekspresji. Taka współpraca nabiera znamion duchowej komunii. Rozpoczynająca się od środków cielesnych komunikacja z innymi, rozwija się w proces zjednoczenia duchowego. Uczucia przyjaźni i miłości są potwierdzeniem tego procesu. Właśnie w tych uczuciach intymność duchowa jednostki odkrywa się w pełni w swoim uniwersalnym wymiarze – wówczas dopiero, docierając do intymności innego człowieka, „ja” pragnie właśnie zachować go jako „innego”, aby móc otrzymywać od niego to, czego same sobie dać nie może.
Taka perspektywa pokrywa się z chrześcijańską koncepcją dialogu. U Lavelle’a jest to dialog wielostronny: ze sobą, z rzeczami, z ideami, z innymi osobami i z Bogiem. Ten wielostronny dialog wnosi człowieka do duchowej wspólnoty, do najdoskonalszego uczucia pełni uczestnictwa w Bycie, do odnalezienia duchowej tożsamości z absolutnym Aktem. Jedność ta, związana z poczuciem doskonałości stwarza uczucie nieskończonej radości – nieskończoną afirmację swojego bycia jako części absolutnego Bytu.